# Peter Kathan senior
Peter Kathan senior (* 7. Februar 1949 in Bad Tölz) ist ein ehemaliger deutscher Eishockeyspieler und -trainer, der zwischen 2002 und 2014  Bundestrainer der deutschen Eishockeynationalmannschaft der Frauen war. Von 1964 bis 1980 war er aktiver Spieler beim SC Reichersbeuern und bei seinem Heimatverein, dem EC Bad Tölz. Peter Kathan ist von Beruf Versicherungskaufmann und gelernter Maschinenschlosser, verheiratet und hat zwei Söhne, die beide Eishockeyspieler sind: der ehemalige Nationalspieler Klaus (* 1977) und Peter (* 1982).
Peter Kathan wurde 2019 in die Deutsche Eishockey Hall of Fame aufgenommen.

## Trainerkarriere
Während er für den EC Bad Tölz als Spieler in der Oberliga aktiv war, engagierte er sich parallel dazu ab 1970 als Nachwuchstrainer bei seinem Heimatverein. 1978 übernahm
er das Traineramt beim TEV Miesbach aus der Oberliga, der er bis 1980 betreute. Danach kehrte er zu seinem Heimatverein zurück und wurde dessen Cheftrainer. Bis 1982 betreute er die Herrenmannschaft, die damals in der 2. Bundesliga spielte. 1981 erhielt er zudem eine Honorartrainerstelle vom Deutschen Eishockey-Bund für dessen Nachwuchs-Nationalteams. Diese Funktion übte er bis 1988 aus.
1982 kehrte Kathan für zwei Jahre zum TEV Miesbach zurück. Belegte er mit dem TEV in der Saison 1982/83 noch einen hinteren Tabellenplatz, erreichte er in der folgenden Saison mit dem Team den dritten Rang der Oberliga Süd und qualifizierte sich damit für die Relegation zur 2. Bundesliga. In dieser scheiterte der TEV mit nur einem Sieg aus zehn Spielen deutlich. Im Sommer 1984 erhielt er erneut das Angebot, Cheftrainer des EC Bad Tölz zu werden und nahm dieses an. Mit dem EC belegte er in der Saison 1984/85 den vierten Tabellenplatz der Gruppe Süd und qualifizierte sich damit für die Aufstiegs-Relegation, in der jedoch nur 2 Siege in 18 Partien gelangen. In der folgenden Spielzeit belegte der EC Bad Tölz nach der Vorrunde den zweiten Rang der Gruppe Süd, scheiterte aber erneut in der Relegation.
1987 nahm Kathan ein Vertragsangebot des TuS Geretsried an und betreute bis zur Abstiegsrunde 1989/90 die erste Herrenmannschaft, die in der Oberliga antrat. Unter der Führung von Peter Kathan erreichte der TuS meist mittlere Tabellenplätze. Nach Ablauf seines Vertrages kehrte Kathan abermals nach Bad Tölz zurück und war in den folgenden drei Spielzeiten Cheftrainer des Zweitliga-Teams. Am Ende der Saison 1991/92 stieg der EC in die Oberliga ab, da die Anzahl der Mannschaften in der zweiten Spielklasse verringert wurde und sich der EC Bad Tölz nicht für die neue, eingleisige Liga qualifizieren konnte.
1993 wurde Kathan zum Cheftrainer des ESV Kaufbeuren berufen und trat mit diesem in der Bundesliga und der 1994 gegründeten Deutschen Eishockey Liga an. Danach folgten zwei weitere Jahre als Cheftrainer des EC Bad Tölz, zwei Spielzeiten beim ESC München, der in der Bayernliga respektive Regionalliga antrag sowie eine Saison beim EHC Bad Aibling aus der Oberliga, wo er unter anderem auch seinen jüngeren Sohn Peter trainierte. Ab April 2000 betreute Kathan den SC Riessersee aus der 2. Bundesliga, wurde aber nach 20 sieglosen Spielen im Dezember 2001 entlassen.
Peter Kathan ist im Besitz einer A-Trainerlizenz und absolvierte eine Weiterbildung zum Diplom-Trainer an der Trainerakademie Köln. Im Februar 2002 wurde er als neuer Trainer der Erding Jets für die Saison 2002/03 vorgestellt. Im Juni 2002 erhielt Kathan das Angebot, Bundestrainer der Deutschen Eishockeynationalmannschaft der Frauen zu werden und verließ die Jets wieder.
Mit dem Frauen-Nationalteam nahm er an den Olympischen Winterspielen 2006 teil und belegte den fünften Platz. Die beste Weltmeisterschafts-Platzierung seit seinem Amtsantritt gelang 2005, als die deutschen Frauen unter Kathans Führung ebenfalls den fünften Platz belegten. Bei der Weltmeisterschaft der Division I 2011 schaffte er mit dem Nationalteam die Rückkehr in die Top-Division, nachdem die Frauen 2008 aufgrund der schlechteren Tordifferenz aus der Top-Gruppe abgestiegen waren.
2014 beendete er seine Tätigkeit als Bundestrainer, war anschließend für das U18-Frauen-Nationalteam verantwortlich und beendete 2015 seine Karriere als Trainer.